# Hypogeomys
Hypogeomys és un gènere de rosegadors de la família dels nesòmids oriünds de Madagascar. L'única espècie vivent, H. antimena, és considerada una espècie amenaçada i té un àmbit de distribució poc extens. L'altra espècie, H. australis, és coneguda a partir de subfòssils d'uns quants centenars de milers d'anys d'antiguitat. H. antimena fa 33 cm de llargada, cosa que en fa el rosegador més gros de Madagascar avui en dia, tot i que H. australis fins i tot era una mica més gros.